# Víctor Mafla
Víctor Hugo Mafla Vergara (Palmira, Valle del Cauca, Colombia, 7 de enero de 1974) es un exfutbolista colombiano que jugaba de delantero y que tuvo una larga trayectoria en su país y en el extranjero.
Fue seleccionado juvenil y sub-23 de Colombia, con quien participó en el preolímpico y Panamericano de 1995 en Argentina, donde tuvo como principal entrenador al conocido Reinaldo Rueda y como compañeros de selección a Juan Pablo Ángel, Frankie Oviedo y el Tigre Castillo. Lastimosamente su salto al equipo mayor se vio frustrado por una gravísima lesión a menos de 2 días de atender su convocatoria, la cual cambio la vida del jugador cafetero.

## Clubes
| Club                   | País        | Año         |
| ---------------------- | ----------- | ----------- |
| América de Cali        | Colombia    | 1992 - 1993 |
| Deportes Quindío       | Colombia    | 1994 - 1995 |
| Cortuluá               | Colombia    | 1996 - 1997 |
| Independiente Santa Fe | Colombia    | 1997        |
| Cúcuta Deportivo       | Colombia    | 1998        |
| Alianza Lima           | Perú        | 1999        |
| Atlético Bucaramanga   | Colombia    | 2000        |
| América de Cali        | Colombia    | 2000        |
| Shanghái Shenhua       | China       | 2001        |
| Deportivo Táchira      | Venezuela   | 2002        |
| CD Fas                 | El Salvador | 2002 - 2005 |
| San Salvador           | El Salvador | 2005        |
| Chalatenango           | El Salvador | 2006        |

## Palmarés

### Torneos nacionales
| Título                | Club            | País        | Año  |
| --------------------- | --------------- | ----------- | ---- |
| Campeonato Colombiano | América de Cali | Colombia    | 1992 |
| Campeonato Colombiano | América de Cali | Colombia    | 2000 |
| Torneo Apertura       | CD Fas          | El Salvador | 2003 |
| Torneo Apertura       | CD Fas          | El Salvador | 2004 |
| Torneo Clausura       | CD Fas          | El Salvador | 2004 |